# Gubík Ági
Gubík Ági, születési nevén Gubík Ágnes (Zselíz, 1977. február 4. –)  felvidéki származású magyar színésznő.

## Élete
1977. február 4-én született a szlovákiai Zselízben, Gubík Ágnes néven. Szülei pedagógusok. 1999-ben diplomázott a Pozsonyi Színművészeti Főiskolán, ahol osztálynfőnőkei Emília Vásaryová, Martin Huba, Peter Mankovecky voltak. A kassai Thália Színházban kezdte pályafutását, majd a komáromi Jókia Színházban és a szolnoki Szigligeti Színházban játszott.
Első filmszerepét 2001-ben kapta a Resurrezione című filmben. 2004-ben A temetetlen halott című film szereplője lett, majd négy év múlva Zsuzsi szerepét kapta a Pánik című filmben. Azóta számos kisebb-nagyobb szerepben alakított magyar és szlovák nyelven egyaránt. Első sorozatszerepét ugyancsak 2001-ben kapta egy szlovákiai filmsorozatban, a Posledná večerában. Ezután a Morfium című sorozat következett, majd 2009-ben szerepelt a The Father című sorozatban is. 2010-ben szerepet kapott a Diplomatavadász című sorozatban. 2011-ben pedig évekre állandó szereplője lett a Hacktion című krimisorozatnak, ami országos ismeretséget hozott a számára. 2014-ben ismét közreműködött egy szlovák sorozatban, valamint visszatérő szereplője lett a Barátok közt című szappanoperának is. 2018-2020 között a szombathelyi Weöres Sándor Színház tagja volt.

## Főbb filmszerepei
- Pokoli rokonok (magyar vígjátéksorozat, 2025) – Nóra
- Borotvaélen táncolva (magyar játékfilm, 2024)
- A mi kis falunk (magyar vígjátéksorozat, 2024) – Főnöknő
- Mellékhatás (magyar drámasorozat, 2023) – Renáta
- Liza, a rókatündér (magyar romantikus vígjáték, 2014) – Inge
- Barátok közt (magyar szappanopera, 2014–2017, 2018, 2020 ) – Berényi Ágnes
- Dumapárbaj (magyar vígjáték, 2014) – Ildikó, Tamás barátnője
- Idegen föld (magyar kisjátékfilm, 2013)
- Nejem, nőm, csajom (magyar romantikus vígjáték, 2012)
- Hacktion: Újratöltve (magyar akciófilm-sorozat, 2012–2013) – Mátéffy Gréta őrnagy
- Hacktion (magyar akciófilm-sorozat, 2011–2012) – Mátéffy Gréta őrnagy
- Jóban rosszban (magyar sorozat, 2011) – Judit, Káldor Margit egyik betege
- Diplomatavadász (magyar tévéfilm-sorozat, 2010) – Nóra
- Szinglik éjszakája (magyar játékfilm, 2009) – Andi
- Pánik (magyar filmdráma, 2008) – Zsuzsi
- Morfium (magyar filmdráma, 2005) – Amadea
- A temetetlen halott (magyar-lengyel filmdráma, 2004) – Szabó Rozália

## Színpadi alakításai
- A pincér. KoMod-színház
- Jövőre, veled, ugyanitt 2. Spirit Színház
- Hajnali részegség REÖK - Regionális Összművészeti Központ
- Pasolini: Tétel. Spirit Színház
- Mosd meg kezecskéidet, eszünk! Merlin
- Meggyalázás. Zsámbéki Színházi és Művészeti Bázis, 2011. június 23.
- Umy si rúčky, ideme jest! (Moss kezet, eszünk!) Százszorszép Gyermekház
- Persona. Zsámbéki Színházi és Művészeti Bázis, 2010. június 24.
- És velem mi lesz, édes? Sátoraljaújhely, Városháza
- Balta a fejbe. Szegedi Nemzeti Színház, 2009. április 17.
- Királyasszony lovagja (Ruy Blas). Szegedi Nemzeti Színház, 2009. január 30.
- George Dandin, avagy a megcsúfolt férj. Játékszín, 2008. április 25.
- A revizor. Szigligeti Színház, 2007. április 21.
- Szentivánéji álom. Szigligeti Színház, 2007. március 10.
- Álarcosbál. Szigligeti Színház, 2006. január 6.
- A szecsuáni jólélek. Szigligeti Színház, 2006. szeptember 23.
- Az eltűnt idő nyomában. Szigligeti Színház, 2006. március 10.
- Elnöknők. Szigligeti Színház, 2006. november 19.
- Übü. Szigligeti Színház, 2005. április 29.
- Pogánytánc. Szigligeti Színház, 2005. január 11.
- Othello. Szigligeti Színház, 2005. március 4.
- Őrült nők ketrece. Szigligeti Színház, 2004. április 16.
- A miniszter félrelép. Szigligeti Színház, 2004. március 4.
- A Diófák tere avagy Szólj anyádnak, jöjjön ki! Szigligeti Színház, 2004. november 12.
- Az ember tragédiája. Nemzeti Színház, 2002. március 15.
- Macskajáték. Kisvárdai Várszínház És Művészetek Háza

## Díjai, elismerései
- 2008-ban a Magyar Filmhéten elnyerte a legjobb női főszereplő díját a Pánik című filmben nyújtott alakításáért.
- 2017-ben a Story-gálán elnyerte az Év Színésznője díjat.[4]